# 名和童山
名和 童山（なわ どうざん、天保6年8月15日（1835年10月6日） - 明治44年（1911年）8月16日）は、幕末から明治時代にかけての儒学者、教育者。 名は範蔵、字は弘光。童山は号。

## 生涯
熊本藩主の細川斉護に仕える儒臣であった名和桂之助の三男として、肥後国飽田郡台ノ村（現・熊本県熊本市西区二本木）に生まれる。幼少時から学問に親しみ、藩校時習館で木下犀潭や栃原五郎左衛門らに漢学や詩文を学び、父親の家塾を手伝った。桂之助の塾には万延元年（1860年）に米良荘交代寄合の米良則忠の嫡男・亀之助（のち武臣）が留学しており、文久2年（1862年）には、則忠の招聘に応じて米良領内で学問を教えていた父親の跡を継ぎ、名和も米良に赴き教育に携わった。
慶応2年（1866年）、野津手永の招きに応じて鏡（熊本県八代市鏡町）で塾を開き、豊後や近江など遠方からも入塾者を集めた。明治5年（1872年）には塾を発蒙義塾と名付け、明治13年（1880年）には私立変則中学新川義塾となった。さらに明治16年（1883年）には修身専門学校と改めて、専ら漢学（四書五経）を主要科目と位置づけ、それ以外は副教科として扱った。名和の教育方針は「一身修ラザレバ、百事瓦解シ、諸般ノ学、用ヲ為サズ」という修身を重視するもので、洋学教育を中心とする学校ではなかったものの、卒業生は同志社英学校や帝国大学などに進学して各界で活躍した。
明治20年（1887年）6月に、高等八代小学校の鏡が池支校が鏡村に開校すると、名和は教授方に委嘱され、八代北部高等小学校と改称された同校の校長に就任した（修身専門学校は廃校となる）。校長の傍ら、明治30年（1897年）から4年間私立八代郡教育会長も務めた。明治40年（1907年）には帝国教育会から「頌状」と「功牌」が贈られ、死後に熊本県近代文化功労者に選定された（昭和50年（1975年）度）。名和の旧蔵書や塾で使用された教科書は八代市鏡文化センターに所蔵されている。墓所は八代市鏡町にあり、市の文化財として指定されている
。

## 系譜
名和が記した『八代城志』の序文によると、自身の系譜について、南北朝時代に南朝方として活躍し、伯耆から肥後へ下った名和氏の末裔であるとしているが、祖父・太平以前の系譜は伝わっていない。墓所は八代市鏡町。

## 著名な門下生
- 緒方正規（衛生学者、細菌学者。東京帝国大学教授）
- 内田康哉（外交官、政治家。外務大臣）
- 林田亀太郎（官僚、政治家。衆議院書記官長）
- 赤星陸治（実業家。三菱地所会長、小岩井農場長）
- 遠山参良（教育者。九州学院初代学院長）
- 菊池謙譲（ジャーナリスト。漢城新報主筆、社長）
- 中島裁之（教育者。北京東文学社創立者）
- 谷口梨花（旅行作家。『鉄道旅行案内』執筆者）

## その他
- 松井康之・興長を祀る松井神社の臥龍梅の碑文は、松井家当主・敏之の意を受けて名和が記したものである。

## 著作
- 『童山先生詩文集』